# Лікарня «Найтінгейл» Йоркшир і Гамбер
Лікарня «Найтінгейл» Йоркшир і Гамбер Національної служби охорони здоров'я Англії (англ. NHS Nightingale Hospital Yorkshire and the Humber) — одна з тимчасових лікарень, створених національною службою охорони здоров'я Англії у 2020 році в рамках заходів боротьби з поширенням COVID-19. Лікарня була побудована в Гаррогейті в міському конференц-центрі, а з 4 червня 2020 року була перепрофільована як радіологічна діагностична клініка.
У березні 2021 року було підтверджено, що лікарня закриється.

## Передумови
Щоб збільшити потужність реанімаційних відділень під час епідемії COVID-19 в Англії, та лікувати хворих на COVID-19, було розроблено плани щодо створення додаткових тимчасових лікарень для тих, хто потребує лікування та догляду. Вони були названі «Лікарні Найтінгейл» на честь Флоренс Найтінгейл, яка прославилася як військова медсестра під час Кримської війни, та вважається засновницею сучасного медсестринської справи.

## Відкриття
Спочатку про відкриття лікарні ходили чутки, потім було оголошено про її офіційне планування 3 квітня 2020 року, а 14 квітня вона була готова до відкриття. Її було офіційно відкрито через відеозв'язок 99-річним капітаном Томом Муром, який займався збором коштів на підтримку працівників медичної служби. Реконструкція приміщення була проведена під керівництвом «Leeds Teaching Hospitals NHS Trust».
Спочатку лікарня мала до 500 місць. Це не була звичайна лікарня, і приймалися лише хворі, які вже перебували в інших лікарнях регіону та відповідали певним критеріям. Вони залишалися в лікарні, поки їх не оцінили, що вони готові повернутися до місцевої лікарні.

## Використання
На лікарню не покладався обов'язок лікувати хворих на COVID-19 у квітні та травні 2020 року. Натомість з 4 червня 2020 року її знову відкрили як радіологічну амбулаторну клініку, де проводилася комп'ютерна томографія. Запис на прийом був доступним 7 днів на тиждень через Лідський навчальний фонд «NHS Trust» і «Harrogate and District NHS Foundation Trust». У серпні було повідомлено, що таке використання триватиме до березня 2021 року.
12 жовтня 2020 року внаслідок зростання кількості випадків у Північній Англії, лікарню перевели в режим очікування для прийому хворих з COVID-19.
У березні 2021 року було підтверджено, що лікарня буде закрита.

## Персонал
У створенні лікарні брали участь:
- Пола Лорімер, директор Гаррогейтського міського конференц-центру.[6]
- Пол Клемінсон, директор з підготовки до будівництва «BAM Construction» у Північно-Східній Англії.[12]